# Publije Vergilije Maron
Publije Vergilije Maron (Publius Vergilius Maro, 15. listopada 70. pr. Kr. — 20. rujna 19. pr. Kr. Kalabrija) prvosvećenik je rimske poezije i Augustove restauracije. Pripada vremenu Cezarova nasljednika Oktavijana Augusta. 

## Životopis
Vergilije je rođen 15. listopada 70. pr. Kr. u selu Andes blizu Mantove (Mantua), u sjevernoj Italiji. U ovome kraju ima keltskih i ilirskih naselja pa latinitet Vergilijevog imena nije sasvim pouzdan. Nije bio iz imućne obitelji, ali je od mladosti veoma pažljivo obrazovan, za što se pobrinuo njegov otac. Mladost je Vergilije proveo djelomično u školama Kremone i Milana (Mediolanum). Potom je došao u Rim gdje je studirao retoriku, medicinu i filozofiju, prvenstveno Epikurovu kod epikurejca Sirona, Ciceronova prijatelja.
Zbunjivi i stidljivi Vergilije nije imao uspjeha kao javni govornik te je zbog toga odustao i od odvjetničke karijere. Fizički nije bio snažan te ga tako nije čekala slava ni na bojnom polju. On je to dobro uočio pa je tako ostavio Rim i sklonio se na svoje selo. Tamo se bavio poljoprivredom i čitao grčke pjesnike.  Vergilije je već u mladosti pisao uspjele manje pjesme po uzoru na aleksandrijske pjesnike i neoterike Katulove družine, učeno i intimno. Nalazimo tako u njegovoj mladosti one elemente koji će biti značajni i za njegovo pjesništvo: blizinu selu i prirodi, solidno i široko obrazovanje prožeto retorikom, koja stoji pored poezije sklone erudiciji i artizmu. Nije mladog Vergilija obišlo ni ono kolebanje između filozofije i retorike, karakteristično za antičko obrazovanje u kome su se filozof i retoričar neprestano borili oko vodstva. Sačuvana je pod Vergilijevim imenom jedna kratka pjesma, u čiju autentičnost nemamo razloga sumnjati, gdje se mladi pjesnik oprašta od retorike i od pjesništva da bi se sasvim posvetio Epikurovoj filozofiji. Pa opet se i u toj pjesmi Vergilije ne oprašta sasvim i zauvijek od pjesništva — smatra da su povremeni izleti u pjesništvo čak i epikurejcu dozvoljeni. Ali pjesništvo je pobijedilo nad filozofijom, i to pjesništvo u kome je i retorika našla dosta mjesta.
U Rimu je Vergilije prijateljevao s elegičarem Kornelijem Galom, s povjesničarom Azinijem Polionom i s Alfenom Varom, koji je po svoj prilici također pisao pjesme. Ovim prijateljima posvetio je neke od svojih »Pastirskih pjesama«, i to Galu desetu, Polionu četvrtu i osmu, Varu devetu. Na nagovor Azinija Poliona, koji je kao namjesnik trijumvira Antonija oko 43. g. pr. Kr. došao u Galiju, spjevao je zbirku pastirskih ekloga po uzoru na Teokrita, »Bukolike«. Tada mu je bilo oko 28. g.
Otakako se Vergilije vratio u Andes, stala se spremati nova oluja u državi. Cezar je ubijen, planuo je Mutinski rat te je došlo do drugog trijumvirata. Trijumviri - Antonije, Oktavijan i Lepid - proliju veliku krv po Italiji, pa onda odluče poći na Bruta i Kasija da osvete Cezara. Tako u Jesen god. 42. pr. Kr. sukobe se vojske kod Filipa, a Brut i Kasije budu poraženi. Antonije se zaputi na istok, a Oktavijan u Italiju da podjeli svojim vojnicima zemlju što im je bio obećao. Tako je u ruke vojnicima palo 18 gradova što su pristajali uz Bruta i Kasija. Među tim gradovima bila je i Kremona koja je nedaleko od Mantove. Budući da vojnici nisu bili zadovoljni s onime što su dobili, posezali su i dalje. Tako su provalili u okolinu grada Mantove i počinili velika bezakonja. Tada je mnogo ljudi ostalo bez kuća i imanja. Asinije Polion branio je Vergila od vojničkog nasilja, ali je nažalost uskoro morao u rat. Spletkama Antonijeve žene Oktavije bukne pod jesen 41. pr. Kr. Perusijski rat. Vergil je tako ostao nezaštićen. To je iskoristio centurion Arije te je sa svojim vojnicima došao na imanje i otjerao Vergila. Pjesnik se tako zajedno s drugim zemljacima iste sudbine zaputi u Rim da na trgu ljude i bogove zovu u pomoć protiv sile i nepravde. Vergila je zapalo da govori za te nesretnike. Asinije Polion i Kornelije Gal su mu sredili da smije govoriti pred Oktavijanom. On mu je vratio cijelo imanje, a Mantovancima za koje je molio milost, barem nešto. Tako je iz zahvalnosti Oktavijanu što mu je vratio imanje ispjevao I. eklogu.
Vergilije se, istina, opet dokopao svoga imanja, ali mu nije bilo suđeno, da se smiri za duže vrijeme. U proljeće god. 40., poslije Perusijskoga rata, dođe mjesto Poliona u Galiju Alfen Var. Njegova je zadaća bila da privede kraju razdjeljivanje zemlje i da nastradalim Mantovancima vrati imovinu, koliko može. Pjesnik se od Vara ponadao velikoj pomoći, jer su išli skupa u školu, te mu je obećao da će ga proslaviti pjesmom ako spasi Mantovu. Ali se Vergil prevario u svom mišljenju. Mantova izgubi većinu svojih posjeda osim nešto bara oko gradskih zidina. Samom pjesniku je zaprijetila velika pogibao. Jednog dana bane neki Milijen Toron sa svojim vojnicima i stane Vergilija goniti iz kuće. Pjesnik se opre, ali neki vojnik trgne mač i nasrne na njega, da ga sastavi sa zemljom. Vergil se dadne u bijeg i jedva iznese živu glavu. Nakon toga ode opet u Rim te se sklone u neki zaselak blizu Rima. Ovdje je najvjerojatnije ispjevao IX. eklogu, kojom je htio postići da mu Oktavijan vrati imanje i da ga unaprijed čuva od takve bijede. Riječi: “Naša pjesma može protiv mača, koliko golubica kad nahrupi orao” - morale su Oktavijana dirnuti u srce. Zar da uzvišena pjesnika terorizira prostak vojnik?
Uskoro postaje prijatelj uglednog i bogatog Mecene (Maecenas), potomka kraljevske etruščanske loze. Postaje i intiman prijatelj pjesnika Horacija. U Horacijevu »Putu u Bruidizij« čitamo kako Horacije, rodom s juga Italije, i Vergilije, rodom sa sjevera, prate Mecenu, koji putuje važnim političkim poslom. Taj realistički opis pokazuje prijateljske odnose koji vladaju u ovome krugu obrazovanih pjesnika čiji zaštitnik Mecena i sam sastavlja stihove, ali mu je glavna briga da i u djelima njegovih prijatelja nađe izraz Oktavijanove politike "obnove". 
Izmučeni je rimski narod u ono vrijeme čeznuo za sretnijim danima. Ljudi su vjerovali da će doći netko i trgnuti svijet iz nevolje; vračevi su proricali, da je nadomaku deseto stoljeće, posljednji i najsretniji vijek. Nadahnut tom vjerom Vergil je ispjevao IV. eklogu. Vergil pozdravlja čovjeka, koji će otvoriti put u onu bolju budućnost. Neki misle, da je Vergil u svome pjesničkom zanosu i proročanskom nadahnuću navijestio Kristovo rođenje, štoviše - da je to proročanstvo utjecalo na cara Konstantina, te se pokrstio. Godine 37. Vergil je prestao pisati ekloge kojima je sebi stekao lijep glas.
Građanski su ratovi urodili strašnim posljedicama. Mnoga su sela izgorjela, kuće opustjele. Polja je prerasla trava i drač a livade je prekrilo polomljeno oružje i kosti. Tako je seljacima posao omrznuo, a vojnik ne voli baš objesiti mač pa uhvatiti plug i motiku. Ljudi sa sela sele u grad, dangube u kazalištu i cirku, a tuđe se žito i vino uvozi u Italiju. Državu je trebalo dignuti iz rasula. Na rimsko društvo je trebalo djelovati ne samo silom nego i rječju pjesnika. Trebalo je naći čovjeka koji će u ljudi probuditi ljubav za rodnim krajem i volju za gospodarstvo. Mecena, desna ruka Oktavijanova, povjeri taj posao Vergiliju, jer je on odrastao na selu i opjevao ljepotu prirode i seoski život. Vergil se prihvatio posla i ispjevao »Georgike«.  Radio je polako - punih sedam godina. U ljeto 29. g. pr. Kr. kad se Oktavijan vratio kući iz Azije i putem se zbog bolesti zadržao u Kampanskom gradiću Ateli, bile su »Georgike« gotove. Mecena i Vergilije, koji su obilazili Oktavijana u Ateli, morali su mu naizmjenice čitati čitavo djelo. »Georgike« su najsavršeniji pjesnikov rad i svrstavaju se u sam vrh rimske poezije. Vergilija tako i sam Oktavijan August postepeno sve čvršće veže za sebe i svoju kulturnu propagandu. 
Vergilije je, kad je pisao »Georgike« bio naumio da pjesmom proslavi Oktavijana, ali nije bio načistu kako da to učini. Čini se da ga je onda Oktavijan naputio da uzme kao temu epa Enejin dolazak u Italiju. Tako se Vergilije prihvatio posla da prikaže kako je Eneja iz zapaljene Troje iznio bogove i donio ih u Lacij; kako je pobijedio italske starosjedioce; kako se s njima udružio i osnovao novu domovinu. Onda se samo po sebi pjesniku nametnulo da proslavi lozu Julijevaca koji su se hvalili da im je praotac Enejin sin Jul. Toj lozi je pripadao i Oktavijan August.
Priča, koje se pjesnik prihvatio, nije plod rimskoga narodnog pjesništva, nego plod maštanja i mozganja učenih glava. Rimski narod nije imao onako razvijenu priču i pjesmu kao Grci. Priču o Enejinu dolazku u Lacij stvorili su sicilski Grci. Nakon prvog punskog rata Senat ju je prihvatio kao najstariju povijest rimskoga naroda. Plemići su sada s vremenom stali pomalo izvoditi svoje porijeklo od trojanskih junaka. Tako su Julijevci držali, da potječu upravo od Enejina sina Jula. Budući da je sama priča o Eneji bila neznatna za veliki ep, Vergil ju je svezao s jednu stranu pričom o Troji, a s druge strane sa starim predajama Italskih plemena. Pjesnik je dakle morao duboko zaroniti u prošlost, život i običaje rimskoga naroda. Morao je prelistati mnoge knjige da skupi i sklopi građu za svoje djelo. Radio je neumorno od 29. god. pr. Kr. pa sve do svoje smrti. 
Kad se pročulo da piše »Eneidu«, obrazovani je rimski svijet s najvećim oduševljenjem pozdravio pjesnikov rad. Mislili su da se rađa nešto veće i slavnije nego Ilijada. Posao je odmicao polako i naporno. Kad je August digao vojsku na Kantabre u Hispaniji, pisao je otamo Vergilu da mu pošalje barem prvi nacrt Eneide ili koji dio, da vidi kako to izgleda. Pjesnik mu je odgovorio, da nema još ništa, što bi bilo vrijedno, da car čita. Rekao mu je da je započeo golem posao te da je ludo uradio što ga se uopće prihvatio. Tek je koju godinu poslije (oko 23. g. pr. Kr.), čitao caru u biranom društvu neke dijelove. Vergil je umio veoma vješto i ugodno čitati. Tako - kad je došao do mjesta gdje slavi Marcela, sina Oktavije, careve sestre - Oktavija se od tuge onesvjestila, pa je pjesnik morao prestati. Car ga je za ona 32. redka, koji slave Marcela bogato nagradio. 
Vergilije je u dušu poznavao Homera. Prva polovica Eneide sjeća nas “Odiseje” a druga “Ilijade”. Odiseja progoni Posidon, jer mu je oslijepio sina Polifema. Na povratku kući Odiseja zahvaća oluja i on se teškom mukom spasava na otoku Sheriju, gdje u dvoru Feačkoga kralja pripovijeda, što je doživio tumarajući svijetom. Sličnu sliku imamo i kod Vergilija. Eneju i Trojance mrzi Junona zbog Parisa, koji je jabuku ljepote dosudio Veneri a ne njoj. Oluja ih, gotovo na kraju puta, baca u Kartagu. Tu Eneja priča Didoni o propasti Troje i o svojem putovanju do Drepana u Siciliji. Odiseja spasava božica Leukoteja, Eneju bog Neptun. Odisej ide u podzemni svijet, pa ide i Eneja. Tetida u Ilijadi moli Hefesta da Ahilu skuje oruže, a ovdje isto traži Venera za sina Eneju. I u Laciju se bije boj za Laviniju kao pod Trojom za Helenu. Osim Ilijade i Odiseje Vergil se koristio i drugim grčkim epovima. Neki su u to vrijeme optuživali pjesnika za krađu ali im je pjesnik mirno odvratio neka pokušaju učiniti isto, pa će vidjeti da Jupiteru nije lako istrgnuti strijelu, a ni Heraklu topuz iz ruke.
Vergilije je dobro rasporedio građu i vješto sklopio radnju oko glavnoga junaka, praoca rimskoga naroda. Eneju vidimo već nadomaku svoje svrhe. On plovi iz Sicilije u Italiju, ali mu na put staje Junona, stara neprijateljica. Njoj za volju Eol diže oluju i rastjeruje lađe. Neptun je utišao vjetrove i more a Eneja je pristao u luci grada Kartage. U Kartagi priča Didoni (II i III) o razorenju Troje i cijelom svom putu od Troje do Sicilije. Četvrto je pjevanje nastavak prvoga. Pjesnik pripovjeda o Enejinom boravku u Kartazi i rastanku s Didonom. Poslije toga Eneja se vraća na Siciliju gdje slavi igre u čast ocu Anhisu, koji je tu umro prije godinu dana. Nakon toga kreće u Italiju. Pristao je na Kumanskoj obali i Sibila ga prati u podzemni svijet. U VII. pjevanju Eneja dolazi u Lacij, na ušće Tibera. Kralj Latin mu obećava kćer Laviniju, Turnovu zaručnicu. Turno bijesan zbog toga diže vojsku i pogiba kao pravi junak.
Pjesnik se ne kreće samo u okviru priče koju obrađuje. On zalazi i u prošlost i u budućnost. Na mjestima spominje što se dogodilo prije razorenja Troje. Isto tako iznosi u živoj slici i povijest rimskoga naroda do Augusta.  Na hramu u Kartazi vidimo prikazane bitke pod Trojom. Ahil vuče za sobom mrtvog Hektora; Prijam kleči i moli Ahila da mu preda mrtvo tijelo Hektorovo i dr. Daleku budućnost rimskoga naroda pjesnik otkriva na tri maha. Najprije Jupiter pripovjeda Veneri kako će Jul osnovati Albu a Romul Rim; Junona će se umiriti i zavoliti rimski narod. Rim će zagospodariti Grčkom. Rodit će se Gaj Julije Cezar, potomak Julov, i zagospodarit će svijetom. S njim će nestati rata, a zavladat će mir. Sjajna rimska povijest se jasnije vidi kad Eneja zalazi u podzemni svijet. Daleko u dnu vidimo rimske kraljeve a za njima se redaju slavni ljudi, među njima stoje Cezar i Pompej. Taj niz završava mladi Marcel, s kojim su propale Augustove nade u nasljednika. Tu sliku nadopunjuju plastični prizori na Enejinom štitu: vučica doji Romula i Rema, mladi Rimljani otimaju Sabinjanke, Katilina trpi muke u paklu, Katon sjedi među blaženima i sudi, kod rta Akcija se vodi bitka.
Posljednjih deset godina života proveo je Vergilije većinom blizu Napulja, a ponekad i na Siciliji. Godine 19. pr. Kr. polazi na put u Grčku i Anadol s namjerom da upozna te krajeve prije nego dovrši spjev Eneidu i posveti se potom sasvim filozofiji, jer ga ova želja iz mladosti nije napustila.  U Ateni se nađe s carem Augustom koji je primijetio da je pjesnik oslabio te ga nagovori da se vrati s njim u Italiju. Krhka zdravlja, Vergilije se već u Grčkoj razboli. U Megari je pozlilo Vergiliju, a na moru ga uhvati jaka groznica. Stigne lađom do Brindisija u Apuliji gdje nakon par dana umire 22. rujna 19. godine prije Krista.  Bio je, kažu, seljačkog lika, omanji i punašan, ali krhka zdravlja. Tih, skroman i jako stidljiv, izbjegavao je javnost, pa su ga stoga zvali Parthenias. Pepeo mu je po njegovoj želji prenesen u Napulj i sahranjen je negdje putem u Puteoli. Na samrti je tražio rukopis Eneide da ga uništi. Kad mu prijatelji nisu ispunili tu želju, ostavio je rukopis u oporuci prijateljima Variju i Tuki. U oporuci im je bio zabranio da ga izdaju. Ali po želji Augustovoj Varije i Tuka su izdali Eneidu onakvu kakva je izašla ispod pjesnikovog pera, jer im je August izričito zabranio da išta mjenjaju.
Na pjesnikovom su nadgrobnom spomeniku opisane okolnosti u kojima je preminuo ali i stihovi koje je napisao sam pjesnik: Mantua me genuit, Calabri rapuere, tenet nunc Parthenope. Cecini pascua, rura, duces.
Vergilije je djelom »Georgike« i spjevom »Eneida« poostao glavni predstavnik Augustova kulturnog prosvjetiteljstva, visoko cijenjen i od samog cara koji mu je osigurao udoban i miran život.
u stihovima iz maldosti, od kojih su neki sačuvanu u tzv. Vergilijevu dodatku, bio je zacijelo pod utjecajem neooterika i Katula. Prvo značajn djelo sastavljeno između 42 i 39 pr.n.e bile su Pastirske pjesme (Bucolica ili Ecolagae), 10 idila nalik na aleksandrijske grčke uzora, posebno na Teokritivu poeziju. Riječ je naime o pjesmama pastira u kojiam se slavi ljubav i nepomućen mir seoskog života, no on za razliku od svojih grčkih prethodnika alegorijsku suprotstavlja seosku idilu krutoj realnosti građanskih ratova. Pastirkse pjesme Vergiliju su donijele afirmaciju i omogućile mu da uđe u Mecenov krug. Između 37 i 30. pr.n.e Vergilije piše didaktički ep u 4 knjige - Ratarske pjesme (Georgica). Svaka od knjiga posvećena je jednoj grani poljoprivrede (ratarstvu, voćarstvu, stočarstvu i pčelarstvu), te su Ratarske pjesme zacijelo njegovo najbolje djelo.
U želji da iz prve ruke upozna izvore za Eneidu 19.pr.n.e otpustova je u Atenu, no kako je općenito bio slaba zdravlja tu se razbolio i na povratku u Italju umro je u Brundiziju.
Hrvatski preporoditelj s Istre Antun Kalac preveo je na hrvatski njegova djela Ecloge i Georgicon.

## Djela
- Bukolike
- Georgike
- Eneida